# سبیل، سعودی
سبیل، سعودی  یک منطقهٔ مسکونی در عربستان سعودی است که در استان مدینه واقع شده‌است.